# Never Gonna Die
Never Gonna Die è il dodicesimo album discografico in studio del gruppo musicale statunitense Pennywise, pubblicato il 20 aprile del 2018.

## Tracce
1. Never Gonna Die – 2:40
2. American Lies – 2:11
3. Keep Moving On – 2:30
4. Live While You Can – 2:37
5. We Set Fire – 3:03
6. She Said – 3:40
7. Can't Be Ignored – 3:35
8. Goodbye Bad Times – 3:07
9. A Little Hope – 2:55
10. Won't Give Up the Fight – 3:02
11. Can't Save You Now – 2:47
12. All the Ways U Can Die – 3:08
13. Listen – 1:43
14. Something New – 2:15

## Formazione
- Jim Lindberg - voce
- Fletcher Dragge - chitarra
- Randy Bradbury - basso
- Byron McMackin - batteria